# Daniel Lavarreda
Daniel Lavarreda (Quetzaltenango, Quetzaltenango Guatemala; 23 de abril de 2004) es un futbolista quetzalteco que actualmente milita en el club Xelajú Mario Camposeco de la Liga Nacional de Guatemala donde se formó desde divisiones menores, se desempeña en la posición de Guardameta y actualmente es el tercer portero del club.

## Clubes
| Club      | País      | Año                |
| --------- | --------- | ------------------ |
| Xelajú MC | Guatemala | 2022 - Actualmente |

## Palmarés

### Campeonatos nacionales
| Título             | Club      | País      | Año  |
| ------------------ | --------- | --------- | ---- |
| Torneo de Clausura | Xelaju MC | Guatemala | 2023 |